# Стевенс, Дамиан
Дамиан Леотон Стивенс (англ. Damian Leothon Stevens, род. 2 июня 1995, Уолфиш-Бей, Эронго) — намибийский регбист, играющий на позициях скрам-хава и винга.

## Биография
Учился в средней школе Уолвис-Бэй и школе для мальчиков Паарл, студент Стелленбосского университета. Играл за клубы «Натал Шаркс XV» в Регби Челлендже ЮАР, также выступал за команду Западной Провинции в Кубке Карри и Кубке Vodacom, за «Грикуас» и «Боланд Кавальерс». За сборную Намибии дебютировал 8 августа 2015 года, играл на чемпионате мира в Англии. 17 ноября 2018 года установил персональное достижение, набрав 18 очков в игре против Испании.